# Хинельский
Хинельский — поселок в Севском районе Брянской области в составе Троебортновского сельского поселения.

## География
Находится в юго-восточной части Брянской области на расстоянии приблизительно 26 км юг-юго-запад по прямой от районного центра города Севск.

## История
Упоминается с 1930-х годов. На карте 1941 года отмечен как поселение с 45 дворами.

## Население
Численность населения: 18 человек (русские 100 %) в 2002 году, 7 в 2010.